# Градија-Сан Лоренцо (Кротоне)
Градија-Сан Лоренцо је насеље у Италији у округу Кротоне, региону Калабрија.
Према процени из 2011. у насељу је живело 2 становника. Насеље се налази на надморској висини од 892 м.